# Яма (трактир)
Московский третьеразрядный трактир, известный по прозвищу «Яма», — место собраний народных любителей религиозных разговоров, бродячих проповедников и распространителей духовных книг. На встречи там собирались адепты бытовавших в России конца XIX — начала XX веков сект самых разных направлений и одиночные искатели Божьей правды. Сложившаяся традиция их проведения, страстность обсуждений и споров между участниками привлекали к себе внимание известных российских интеллектуалов — религиозных философов, историографов, писателей и журналистов.

## Истоки традиции

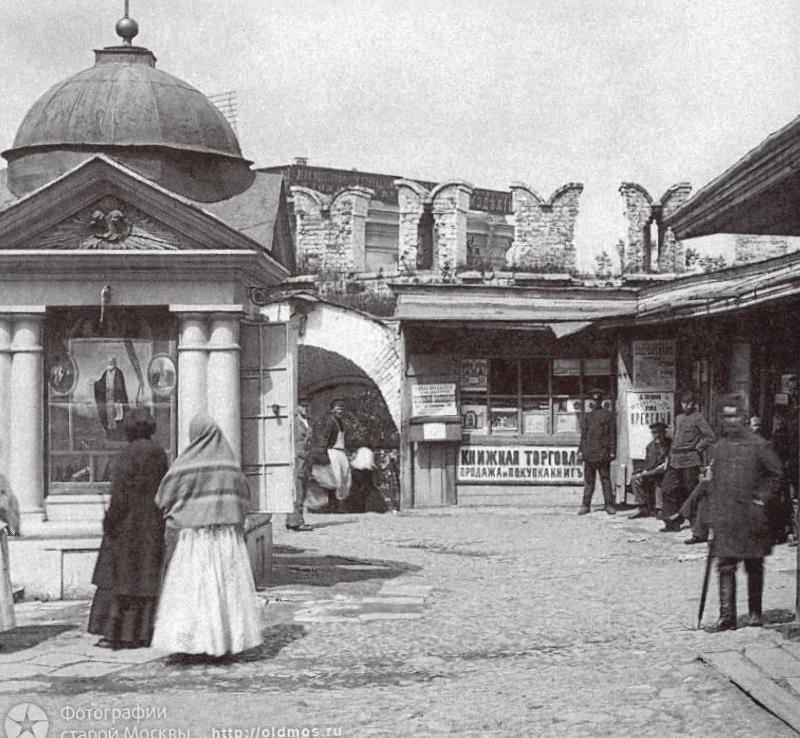
Книжная лавка букиниста
А. А. Астапова у Сергиевской часовни в Никольском тупике

Начало интеллектуальных встреч в трактире связано с именем известного московского букиниста А. А. Астапова.
Он с 1870-х годов торговал в небольшой книжной лавке в Никольском тупике неподалёку от Проломного прохода в Китайгородской стене к Театральному проезду. Историк книги М. Н. Куфаев считал его букинистом, «понимающим внутреннее значение книги, настоящим библиофилом, проникнутым просветительными задачами». Авторитетность знатока книжного дела и возможность найти у него самые редкие издания сделали Астапова известным в среде собирателей и исследователей российских печатных редкостей. В фондах Государственного исторического музея сохранилась фотография 1894 года с подписью «Букинисты у лавки знаменитого букиниста и коллекционера А. А. Астапова у Проломных ворот в Никольском тупике». По инициативе собиравшегося у Астапова «книжного парламента» в 1889 году был учреждён московский библиографический кружок с целью создания картотеки изданных с начала XVIII века русских книг.
В лавке и находившейся рядом с ней его небольшой квартирке было тесно из-за обилия книг. Чтобы обсудить со знакомыми букинистами и собирателями книг «сведения, у кого из них что имеется по книжной части», Астапов встречался с ними по соседству — в трактире, прозванным в народе «Ямой», с другой стороны Театрального проезда в начале улицы Рождественки. Третьеразрядный трактирчик-низок принадлежал известному булочнику И. А. Чуеву. Согласно словарю В. И. Даля «низок» — одно из прозваний трактиров, которые обустраивались в нижних (полуподвальных) этажах зданий. В. А. Гиляровский, неоднократно упоминавший такие «низки» в своей книге «Москва и москвичи», писал, например, о трактире «Собачий рынок» у Трубной площади, в котором зародился московский охотничий клуб: «Это был грязноватый трактирчик-низок. В нём имелся так называемый чистый зал, по воскресеньям занятый охотниками».
С начала 1890-х годов трактир «Яма» стал местом регулярных встреч Астапова с книголюбом, краеведом и историком Москвы Н. П. Бочаровым. Облюбованный книжниками «низок» относился к недорогим заведениям третьего разряда, в которых продавали алкоголь в запечатанной посуде и по указанной на этикетке официальной цене. Однако, популярность «Яме» принесла не дешёвая водка, а ставшие широко известными жаркие религиозные споры между посетителями. Один из современников описал обстановку, в которой за чаем проходили настоящие философские диспуты:

Трактир грязный, в подвале, яма какая-то. Со стен течёт, по стенам ползают мокрицы. Но это нисколько не мешает задушевным разговорам. Приятели сделали «Яму» своей резиденцией. Около них всегда масса знакомых. Сидят, беседуют. От книги и русской старины один шаг до Бога. Даже шага нет. Русский простой человек именно в трактире больше всего любит говорить о божественном. За «книжниками» в трактир потянулись богоискатели. Появилась Библия. Стали спорить. Дальше больше и «Яма» сделалась особым местом для людей, любящих религиозные разговоры.

## Искатели истины
Сложившееся на рубеже XIX — начала XX веков движение «русского религиозного ренессанса» и послабление цензуры создали условия для общественного диалога по богословско-философским проблемам. Объявленное манифестом Николая II от 26 февраля 1903 года начало послабления ограничений для старообрядческих и сектантских общин (при гарантии прав традиционного православия) включило в число участников такого диалога народных искателей собственного духовного пути к Богу.
Д. П. Маковицкий в 1910 году записал в дневнике слова Л. Н. Толстого, что «Яму» в Москве знали как «подвал-кофейню, где [посетители] собираются[, чтобы] разговаривать о вере».
В этих собраниях по воскресениям принимали участие московские и проезжие старообрядцы и сектанты самых разнообразных толков: «бессмертники…, баптисты и евангелисты разных оттенков, левого толка раскольники, духоборы, скрытые хлысты, толстовцы» и не входившие в общины одиночки — народные теософы.
В «Яму», чтобы послушать споры народных искателей Бога и Божьей правды с православными, «спускались» известные российские интеллектуалы — религиозные мыслители Н. А. Бердяев, С. Н. Булгаков, В. С. Соловьёв, литераторы П. Д. Боборыкин, Е. К. Герцык, E. Н. Чириков, толстовцы Ф. А. Страхов, В. Г. Чертков и другие. Интересовался происходившим там и Л. Н. Толстой.
Н. А. Бердяев написавший в книге «Духовный кризис интеллигенции», что «в низах народной жизни, в русском сектантстве… было то же богоискание и богопокорство, что и в верхах народного организма, у богоискателей мыслителей, художников и пророков», отметил после посещения «Ямы» отличавшие её ораторов «напряжённость духовного искания, захваченность одной какой-нибудь идеей, искание правды жизни, а иногда и глубокомысленный гнозис».
Популярные собрания в «Яме» привлекли внимание не исчезнувших ещё к тому времени в России книгонош, которые не только распространяли там сектантские духовные издания, но и вступали в религиозные беседы.
По словам Н. А. Бердяева, выступавшие в «Яме» в качестве оппонентов православные миссионеры, обязанные обличать «блудодейственные» собрания сектантов, оказались бессильными. В итоге, проводившиеся около двадцати лет народные религиозные собрания были запрещены полицией, усмотревшей в них зачатки недопустимой критики официальной церковности. После нескольких попыток собираться в других московских трактирах «Яма» прекратила существование.

## Расположение
Трактир Чуева был упомянут в бумагах московского охранного отделения, проводившего слежку за группой лиц из окружения В. В. Маяковского, предположительно готовившихся к акту экспроприации. В дневнике филёрских наблюдений за 15 января 1909 года было отмечено, что один из подозреваемых «пошёл на Рождественку в трактир Чуева, откуда скоро вышел и пошёл на Никольскую улицу… и у Верхне-торговых рядов был упущен из виду».
В 1910 году сотрудником журнала «Русское богатство» был опубликован очерк «Яма» по народному прозвищу трактира Чуева, расположенного в начале улицы Рождественки
Историк и политолог А. А. Кара-Мурза, исследовавший московские адреса Н. А. Бердяева, уточнил, что трактир находился в здании на углу Рождественки и Софийки (55°45′39″ с. ш. 37°37′24″ в. д.).

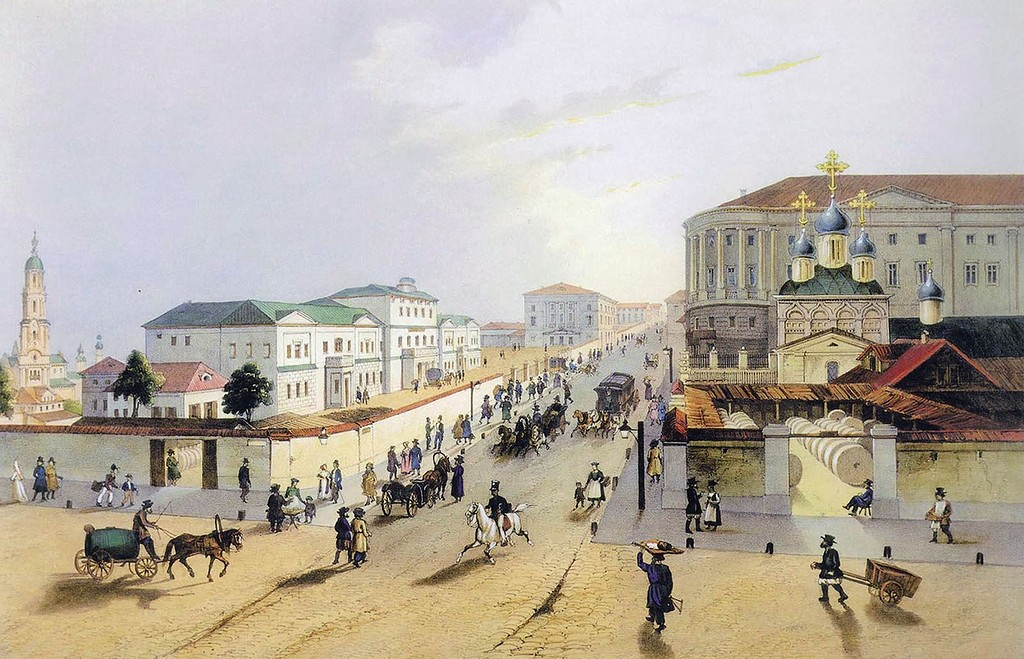
Церковь Флора и Лавра на Мясницкой улице

В опубликованных в 1940-х годах в работах «Самопознание (Опыт философской автобиографии)» и «Русская идея» Н. А. Бердяев писал, что в 1910 году (вероятно, после запрещённых встреч на Рождественке) собрания в «Яме» проходили близ церкви Флора и Лавра (недалеко от улицы Мясницкой).
Литератор Е. С. Герцык вспоминала, что «несколько раз я была с Бердяевым и его женою в знаменитом трактире „Яма“ (кажется, на Покровке), где собирались сектанты разных толков, толстовцы, велись прения; захаживал и казенный миссионер, спорил нудно, впрочем скромно».
Москвовед А. О. Кокорев писал, что в 1910-х годах религиозные диспуты проходили в «Яме» на Рождественке и в другом трактире в одном из Спасоглинищевских переулков.

## Комментарии
1. ↑  Иван Антипович Чуев в 1902 году открыл кондитерскую в новой респектабельной гостинице «Националь» на Тверской улице.
2. ↑  По данным первой всеобщей переписи 1897 года в Московской губернии число старообрядцев и сектантов по отношению к числу православных превышало 4 % — // Распределение старообрядцев и сектантов по толкам и сектам. 1901 год.
3. ↑  В феврале-марте 1912 года Н. А. Клюев писал, что в московских «Ямах» старообрядцы читают его стихотворения — /Александр Блок: Новые материалы и исследования — М.: Наука, 1987. — Кн. 4. — С. 514 (Лит. наследство; Т. 92)
4. ↑  Современный адрес здания — улица Рождественка, 5/7, стр. 2.